# Тактакишвили, Отар Васильевич
Отар Васи́льевич Тактакишви́ли (груз. ოთარ ვასილის ძე თაქთაქიშვილი; 27 июля 1924, Тифлис, Грузинская ССР, ЗСФСР, СССР — 24 февраля 1989, Москва, СССР) — советский грузинский композитор, дирижёр, педагог, общественный деятель. Народный артист СССР (1974). Лауреат Ленинской премии (1982), Сталинских премий (1951, 1952) и Государственной премии СССР (1967).

## Биография
Родился 27 июля 1924 года в Тифлисе (ныне Тбилиси, Грузия) в семье абхазского дворянина Василия Чачибая и грузинской княжны Елизаветы Михайловны Тактакишвили. Носил фамилию матери.
Первоначальное музыкальное образование получил в Тбилисской музыкальной школе и училище.
В 1947 году окончил Тбилисскую консерваторию, в 1950 году — аспирантуру (класс композиции С. В. Бархударяна).
С 1947 года — преподаватель хоровой литературы и руководитель хора, с 1952 — полифонии и инструментовки консерватории. Доцент (1959). Профессор (1966). В 1962—1965 годах — ректор консерватории.
Будучи студентом III курса консерватории (1945), участвовал в конкурсе Союза композиторов Грузии на создание Государственного гимна Грузинской ССР и стал его автором.
В годы учёбы работал концертмейстером, дирижёром хора Комитета по радиовещанию (1944—1946).
В 1947—1952 годах — концертмейстер и дирижёр, в 1952—1956 — художественный руководитель Государственной хоровой капеллы Грузинской ССР.
С 1952 года выступает в качестве дирижёра с ведущими симфоническими и хоровыми коллективами страны, исполняя свои произведения.
С 1957 года — секретарь правления Союза композиторов СССР. В 1961—1962 годах — секретарь Союза композиторов Грузии.
Член ВКП(б) с 1951 года. Член ЦК КП Грузинской ССР (с 1963 года). Министр культуры Грузинской ССР (1965—1984). Депутат Верховного Совета СССР 4—5 (1954—1962) и 11 созывов (с 1984 года). Депутат ВС Грузинской ССР 6—9 созывов. Член Комитета по Ленинским премиям в области науки и искусства при СМ СССР (с 1963 года).
Член Президиума Международного музыкального совета при ЮНЕСКО.
Умер 24 февраля 1989 года в Москве (по другим источникам — 21 или 22 февраля в Тбилиси). Похоронен в Дидубийском пантеоне.

## Награды и звания
- Народный артист Грузинской ССР (1961)[3].
- Народный артист СССР (1974)
- Сталинская премия третьей степени (1951) — за 1-ю симфонию (1949)
- Сталинская премия второй степени (1952) — за концерт для фортепиано с оркестром (1950)
- Государственная премия СССР (1967) — за ораторию «По следам Руставели» (текст И. В. Абашидзе)
- Ленинская премия (1982) — за оперу «Похищение луны» (1977) и концерт для скрипки с оркестром
- Государственная премия Грузинской ССР имени Шота Руставели (1984)
- Два ордена Ленина (1966, 1984)
- Орден Октябрьской Революции (1971)
- Орден Трудового Красного Знамени (1958)
- Медали
- Премия Альберта Швейцера (1986)
- Почётный гражданин Тбилиси (1985).

## Творческая деятельность
Один из крупнейших грузинских композиторов. Автор 8 опер, 2 симфоний, 9 инструментальных концертов, многочисленных произведений камерной, вокальной, программной, хоровой музыки, ораторий, кантат, а также музыки Государственного гимна Грузинской ССР.

### Основные произведения
Оперы
- «Миндия» (по мотивам поэзии В. Пшавелы, 1961)
- «Награда» (телеопера, 1964)
- Триптих одноактных опер «Три новеллы» («Два приговора», «Солдат» по рассказам М. Джавахишвили, «Знамёна выше» на стихи Г. Табидзе, 1967; 2-я редакция 1972, под названием «Три жизни», 3-я новелла под названием «Чикори» написана заново)
- «Похищение луны» (по роману К. Гамсахурдия, 1977)
- «Ухажёр» (по новелле М. Джавахишвили, 1978)
- «Первая любовь» (по Г. Габридзе, 1979)
- «Мусуси» (по новелле М. Джавахишвили)

Балеты
- «Хореографическая сюита», одноактный балет в 5 сценах (1976)

Для солистов, хора и оркестра
- Пять поэм (сл. Г. Табидзе, 1956)
- Оратории «Живой очаг» (сл. С. Чиковани, 1964), «По следам Руставели» (величальные песнопения, сл. И. Абашидзе, 1964), «Николоз Бараташвили» (сл. Н. Бараташвили, 1970)
- Кантаты «Защитникам Кавкасиони» (сл. С. Чиковани, И. Абашидзе, народные, 1958), «Гурийские песни» (слова народные, 1971), «Любовные песни» (слова народные и М. Поцхишвили, 1975)
- Сюиты «Мегрельские песни» (слова народные, обработка народных песен, 1972), «Лирические песни» (1973), «Грузинские светские гимны»
- Вокально-симфоническая поэма «Скала и ручей» (сл. В. Пшавелы, 1962)
- Вокально-симфоническая сюита «С лирой Церетели» (1983)

Для солистов, хора, литавр, колоколов и арфы
- «Посвящение Шушаник» (сл. Ш. Руставели, С. Чиковани, Дэметре I и народные, 1979)

Для оркестра
- 2 симфонии (1-я — «Молодёжная», 1949, 1953)
- Симфоническая поэма «Мцыри» (1956)
- Легкая увертюра (1961)
- Увертюра «Борцам за свободу» (1980)
- Струнный квартет № 1 (1983)

Для камерного оркестра
- Юмореска для камерного оркестра (1961)

Для инструмента с оркестром
- Концерты для фортепиано (I (1951), II «Горные напевы» (1974), III (для юношества, 1973), IV (1983)), для скрипки (I (1976), II (1986)), для виолончели (1948, 1977), для трубы (1954)
- Концертино для скрипки и малого симфонического оркестра (1956)

Для камерно-инструментальных ансамблей
- Соната для флейты и фортепиано (I960)
- Три пьесы (1969)
- Две пьесы (1970)
- Квинтет (1987)

Для фортепиано
- Пять детских пьес (1950)
- Пьесы «Поэма» (1951), «Токката» (1955), «Музыкальный момент» (1968), Шесть детских пьес (1969)
- Сюита «Родные напевы» (1970)
- «Подражание народным инструментам» (1973)
- Сюиты «Родные картинки», «Народные инструменты» (1975)
- Соната (1985)
- 24 акварели (1987)

Хоры
- Хоровой цикл «Колыбельные» (сл. народные, 1980)
- Хоровой цикл «Карталинские напевы» (1982)

Для голоса и фортепиано
- Романсы, в том числе «Капитан Бухаидзе» (сл. И. Абашидзе, 1959), «Весной фиалка расцветает» (рус. текст Л. Озерова, 1961), «Песня воинов» (сл. В. Пшавелы, 1961), «Наши ласточки» (сл. И. Абашидзе, 1961), «Кесанэ» (сл. Г. Леонидзе, 1962), «Ветерок Мтацминды» (сл. Л. Чубабрия, 1962), «Маки Крцаниси» (сл. Л. Асатиани, 1962), «Солнце сгинуло» (сл. Г. Табидзе, 1967)
- Вокальные циклы на слова В. Пшавелы (1955), грузинских советских авторов (1956), Г. Табидзе (1958), С. Чиковани (1962), А. Пушкина (1963, 1981), Н. Бараташвили (1984)

Прикладная музыка
- Музыка к спектаклям драматического театра (в том числе «Зимняя сказка» У. Шекспира (1958, МХАТ), «Царь Эдип» Софокла (1959), «Борис Годунов» А. С. Пушкина (1956) и «Король Лир» У. Шекспира (1966) (все Тбилисский театр имени Ш. Руставели), «Летом небо высокое» Н. Е. Вирты (Театр имени Моссовета, Москва, 1961), «Антигона» Софокла (1965, Украинский театр имени Ивана Франко, Киев), «Дон Карлос» Ф. Шиллера (1971) и «Свадьба» Н. В. Гоголя (1972) (оба Тбилисский академический театр имени К. Марджанишвили, 1971),

#### Фильмография
- 1957 — «Я скажу правду»
- 1982 — «Закон вечности»
- 1984 — «Понедельник — день обычный»

## Память
- Именем композитора названа улица в Тбилиси (бывшая — Рижская).